# Юсуй

Юсу́й (яп. 湧水町, ゆうすいちょう, МФА: [juːsui̯ t͡ɕoː]?) — містечко в Японії, в повіті Айра префектури Каґошіма. Розташоване в північній частині префектури. Отримало статус містечка 2005 року. Площа становить 144,33 км². Станом на 1 липня 2012 року населення складало 11 278  осіб, густота населення — 78,1 осіб/км².   